# Pepe Oriola
Josep „Pepe” Oriola Vila (Barcelona, 1994. július 9. –) spanyol autóversenyző.
2011-ben a legfiatalabb versenyzőként debütált a túraautó-világbajnokságon. 2015-ben a TCR nemzetközi sorozat 2. helyezettje lett.

## Pályafutása

### Túraautó-világbajnokság

#### SUNRED Engineering
2011-ben debütált a SUNRED Engineering színeiben egy SEAT-tal, az első szezonjában a tizenkét hétvége során 11 pontot gyűjtött, és a 18. pozícióban zárt.

#### Tuenti Racing Team (SEAT León)
2012-ben már a Tuenti Racing Team színeiben indult szintén egy SEAT-tal, ebben a szezonban már 131 pontot gyűjtött össze, ami az egyéni bajnokság 8. pozíciójához volt elegendő. Az egész szezon során szoros harcot folytatott a Yokohama bajnokság címéért Michelisz Norberttel, illetve Stefano D’Asteval, végül három ponttal alulmaradt a küzdelemben Michelisz Norbert mögött.
A 2013-as szezon első felét szintén a Tuenti  Racing Team SEAT-jával teljesítette és meg is szerezte első futamgyőzelmét a marrakeshi második futamon.  

#### Tuenti Racing Team (Chevrolet Cruze)
A szezon második felére csapata lecserélte az autót egy Chevrolet Cruze-ra. A 6 hétvége során háromszor állhatott dobogóra, kétszer második egyszer pedig harmadik lett, azonban sokszor elkerülhető balesetekbe keveredett.
2014-ben nem teljesített teljes szezont, csak a makaói hétvégére nevezett, ám ott sem indult el, miután az edzéseken többször is összetörte a Chevrolet-ját és a Campos Racing alkatrész hiány miatt visszalépett.

### TCR nemzetközi sorozat

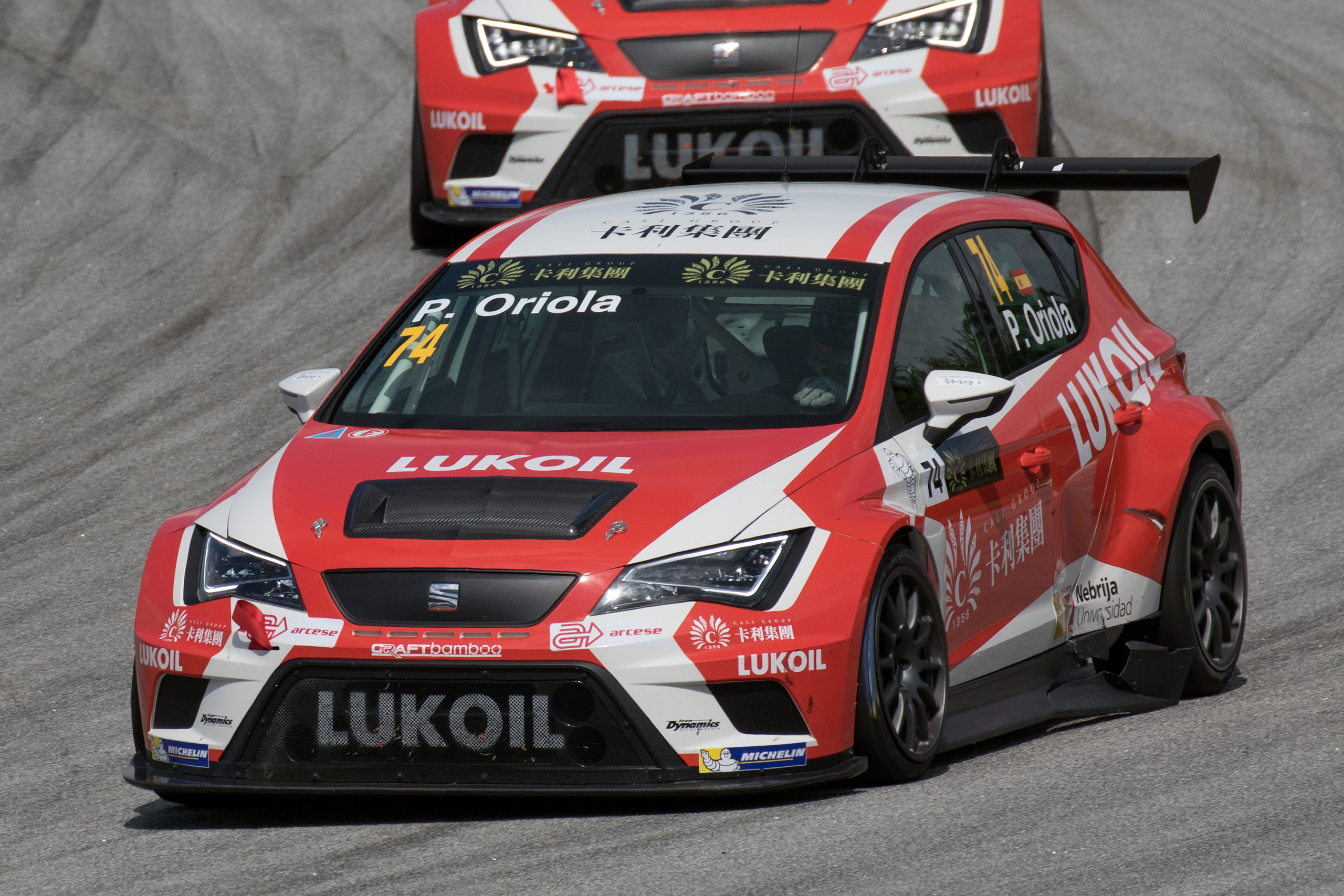
A TCR nemzetközi sorozat első hétvégéjén, Sepangban

A következő esztendőben a TCR nemzetközi sorozatban indult a Team Craft-Bamboo Lukoil színeiben egy SEAT Leónnal. A sorozat első évadában Pepe Oriola a második lett Stefano Comini mögött, akivel sokáig harcban állt az összetett első helyéért. A szezon során két győzelmet szerzett, valamint rendszeresen az első háromban végzett.
2016-ban négy futam győzelmet szerzett mégis, amivel a negyedik pozícióban zárta ezt a szezont 241,5 ponttal.
2017-ben ismételten a negyedik helyen végzett a tabellán, ebben az évben két futamgyőzelmet szerzett.

### Túraautó-világkupa
2018 március 2.-án a Campos Racing bejelentette, hogy a szezonban Oriola lesz John Filippi csapattársa, a csapat két Cuprával vesz részt a bajnokságon. Oriola az első hétvégén Marrákesben a második futamon dobogóra állhatott, miután 3. helyen végzett a vasárnapi első versenyen.

### TCR-bajnokságok
2019-re csapattársával, John Filippivel távozni kényszerült a világkupából, ugyanis csapatuk, a Campos Racing elhagyta a szériát. Ezt követően Filippi a TCR Európa-kupába igazolt, Oriola pedig Ázsiába, az ottani TCR sorozatba. Mindössze három futamon nem végzett pódiumon, az összetett pontversenyben 3. helyen zárt a bajnok, Luca Engstler és a második Diego Morán mögött. 2020-ban visszatért az öreg kontinensre és a TCR Európa-kupán vett részt vett a Brutal Fish Racing Honda Civic Type R kódjelű autójával, ahol egy győzelemmel és két dobogós hellyel a 13. helyen végzett. 
2021-ben a vadonatúj, első évét kezdő dél-amerikai TCR-szériában indult a W2 ProGP színeiben. Összességében domináns teljesítménnyel megnyerte a széria első idényét. A 2022-es kiírásban újból a Brutal Fish csapattal kezdett Európában, azonban a harmadik forduló után a gárda bejelentette, hogy kiszáll a bajnokságból. A július elején megrendezésre kerülő német versenyen, a Norisring utcai pályán már a Aggressive Team Italia Hyundai Elantra N TCR-jével nevezték.

## Eredményei

### Teljes WTCC-s eredménysorozata
| Év   | Csapat             | Autó                    | 1   | 1   | 2   | 2   | 3   | 3   | 4   | 4   | 5   | 5   | 6   | 6   | 7   | 7   | 8   | 8   | 9   | 9   | 10  | 10  | 11  | 11  | 12  | 12  | Hely | Pont |
| 2011 | SUNRED Engineering | SEAT León 2.0 TDI       | BRA | BRA | BEL | BEL | ITA | ITA | HUN | HUN | CZE | CZE | POR | POR | GBR | GBR | GER | GER | ESP | ESP | JPN | JPN | CHN | CHN | MAC | MAC | 18.  | 11   |
| ---- | ------------------ | ----------------------- | --- | --- | --- | --- | --- | --- | --- | --- | --- | --- | --- | --- | --- | --- | --- | --- | --- | --- | --- | --- | --- | --- | --- | --- | ---- | ---- |
| 2011 | SUNRED Engineering | SEAT León 2.0 TDI       | 13  | 10  | 11  | 14  | 14  | 12  |     |     |     |     |     |     |     |     |     |     |     |     |     |     |     |     |     |     | 18.  | 11   |
| 2011 | SUNRED Engineering | SUNRED SR León 1.6T     |     |     |     |     |     |     | 10  | Ki  | 13  | 11  | 13  | 14  | 12  | 15  | 8   | 12  | 12  | 8   | 18  | 13  | 17  | 13  | 10  | 11  | 18.  | 11   |
| 2012 | Tuenti Racing Team | SEAT León WTCC          | ITA | ITA | ESP | ESP | MAR | MAR | SVK | SVK | HUN | HUN | AUT | AUT | POR | POR | BRA | BRA | USA | USA | JPN | JPN | CHN | CHN | MAC | MAC | 6.   | 155  |
| 2012 | Tuenti Racing Team | SEAT León WTCC          | 6   | 12  | 6   | 7   | 4   | 7   | 16  | 5   | 8   | 4   | 7   | 4   | 9   | 2   | 16  | 17† | 16† | 11  | 7   | 2   | 22  | Ki  | Ki  | 22† | 6.   | 155  |
| 2013 | Tuenti Racing Team | SEAT León WTCC          | ITA | ITA | MAR | MAR | SVK | SVK | HUN | HUN | AUT | AUT | RUS | RUS | POR | POR | ARG | ARG | USA | USA | JPN | JPN | CHN | CHN | MAC | MAC | 9.   | 164  |
| 2013 | Tuenti Racing Team | SEAT León WTCC          | Ki  | 6   | 8   | 1   | 9   | 6   | Ki  | 16  | 11  | 7   | 17  | 4   |     |     |     |     |     |     |     |     |     |     |     |     | 9.   | 164  |
| 2013 | Tuenti Racing Team | Chevrolet Cruze 1.6T    |     |     |     |     |     |     |     |     |     |     |     |     | 4   | 4   | 2   | 3   | 11  | 21† | 26† | Ki  | 5   | 7   | 15  | 2   | 9.   | 164  |
| 2014 | Campos Racing      | Chevrolet RML Cruze TC1 | MAR | MAR | FRA | FRA | HUN | HUN | SVK | SVK | AUT | AUT | RUS | RUS | BEL | BEL | ARG | ARG | BEI | BEI | CHN | CHN | JPN | JPN | MAC | MAC | HN   | 0    |
| 2014 | Campos Racing      | Chevrolet RML Cruze TC1 |     |     |     |     |     |     |     |     |     |     |     |     |     |     |     |     |     |     |     |     |     |     | NI  | NI  | HN   | 0    |

### Teljes TCR nemzetközi sorozat eredménylistája
| Év   | Csapat                     | Autó                | 1   | 1   | 2   | 2   | 3   | 3   | 4   | 4   | 5   | 5   | 6   | 6   | 7    | 7   | 8   | 8   | 9   | 9   | 10  | 10  | 11  | 11  | Helyezés | Pont  |
| ---- | -------------------------- | ------------------- | --- | --- | --- | --- | --- | --- | --- | --- | --- | --- | --- | --- | ---- | --- | --- | --- | --- | --- | --- | --- | --- | --- | -------- | ----- |
| 2015 | Team Craft-Bamboo Lukoil   | SEAT León Cup Racer | MAL | MAL | CHN | CHN | ESP | ESP | POR | POR | ITA | ITA | AUT | AUT | RUS  | RUS | RBR | RBR | SIN | SIN | THA | THA | MAC | MAC | 2.       | 312   |
| 2015 | Team Craft-Bamboo Lukoil   | SEAT León Cup Racer | 2   | 2   | Ki5 | 4   | 1   | 5   | Ki  | 4   | 2   | Ki  | 64  | 2   | 2    | 2   | 3   | 2   | 45  | 3   | 1   | 3   | 45  | 9†  | 2.       | 312   |
| 2016 | Team Craft-Bamboo Lukoil   | SEAT León TCR       | BHR | BHR | POR | POR | BEL | BEL | ITA | ITA | AUT | AUT | GER | GER | RUS  | RUS | THA | THA | SIN | SIN | MAL | MAL | MAC | MAC | 4.       | 241,5 |
| 2016 | Team Craft-Bamboo Lukoil   | SEAT León TCR       | 15  | 1   | 8   | 10  | 2   | 7   | 2   | 5   | 12† | Ni  | 10  | 1   | 2    | 13† | 1   | 11  | 34  | 14  | 4   | 12  | 5   | 3   | 4.       | 241,5 |
| 2017 | Lukoil Craft-Bamboo Racing | SEAT León TCR       | GEO | GEO | BHR | BHR | BEL | BEL | ITA | ITA | AUT | AUT | HUN | HUN | GER  | GER | THA | THA | CHN | CHN | UAE | UAE |     |     | 4.       | 164   |
| 2017 | Lukoil Craft-Bamboo Racing | SEAT León TCR       | 7   | 1   | 6   | 7   | 9   | Ki  | 3   | 8   | 5   | Ki  | 54  | 2   | 18†5 | Ki  | 21† | Ki  | 5   | 5   | 14  | Ki  |     |     | 4.       | 164   |

† A versenyt nem fejezte be, de helyezését értékelték, mert a versenytáv több, mint 75%-át teljesítette.

### Teljes WTCR-es eredménysorozata
| 18† | 3 | 10 | 16 | Ki | 19 | 8 | 2 | 6 | 23† | 4 | 10 | 3 | 3 | 4 | 1 | 4 | 8 | 13 | 9 | 7 | 2 | 4 | 6 | 10 | 2 | 19 | 7 | Ki | 6 |

† A versenyt nem fejezte be, de helyezését értékelték, mert a versenytáv több, mint 75%-át teljesítette.

### Teljes TCR Ázsia-kupa eredménysorozata
| Év   | Csapat               | Autó              | 1   | 1   | 2   | 2   | 3   | 3   | 4   | 4   | 5   | 5   | Helyezés | Pont |
| ---- | -------------------- | ----------------- | --- | --- | --- | --- | --- | --- | --- | --- | --- | --- | -------- | ---- |
| 2019 | Solite Indigo Racing | Hyundai i30 N TCR | SEP | SEP | ZHU | ZHU | SHA | SHA | ZHE | ZHE | BNG | BNG | 3.       | 156  |
| 2019 | Solite Indigo Racing | Hyundai i30 N TCR | 43  | 3   | 24  | KI  | 4   | 2   | 2   | 2   | 6   | 2   | 3.       | 156  |

### TCR Spa 500 autóverseny
| Év   | Csapat               | Csapattárs                            | Autó           | Kategória | Kör | Összetett Helyezés | Kategória Helyezés |
| ---- | -------------------- | ------------------------------------- | -------------- | --------- | --- | ------------------ | ------------------ |
| 2019 | Red Camel-Jordans.nl | Tom Coronel Ivo Breukers Rik Breukers | Cupra León TCR | Pro       | 454 | 1.                 | 1.                 |

### Teljes TCR Európa-kupa eredménysorozata
| Év   | Csapat                 | Autó                   | 1   | 1   | 2   | 2   | 3   | 3   | 4   | 4   | 5   | 5   | 6   | 6   | 7   | 7   | Helyezés | Pont |
| 2020 | Brutal Fish Racing     | Honda Civic Type R TCR | LEC | LEC | ZOL | ZOL | MNZ | MNZ | CAT | CAT | SPA | SPA | JAR | JAR |     |     | 13.      | 153  |
| ---- | ---------------------- | ---------------------- | --- | --- | --- | --- | --- | --- | --- | --- | --- | --- | --- | --- | --- | --- | -------- | ---- |
| 2020 | Brutal Fish Racing     | Honda Civic Type R TCR | 20† | 11  | 10  | 7   | Ki5 | 1   | 24  | 13  | 109 | 11  | Ki  | Ni  |     |     | 13.      | 153  |
| 2022 | Brutal Fish Racing     | Honda Civic Type R TCR | ALG | ALG | LEC | LEC | SPA | SPA | NOR | NOR | NÜR | NÜR | MNZ | MNZ | CAT | CAT | 11.      | 185  |
| 2022 | Brutal Fish Racing     | Honda Civic Type R TCR | 9   | 2   | 7   | 3   | Ki  | 10  |     |     |     |     |     |     |     |     | 11.      | 185  |
| 2022 | Aggressive Team Italia | Hyundai Elantra N TCR  |     |     |     |     |     |     | Ki  | 12  | 4   | T   | 7   | 10  | 8   | Ki  | 11.      | 185  |

† A versenyt nem fejezte be, de helyezését értékelték, mert a versenytáv több, mint 75%-át teljesítette.

### Teljes Dél-amerikai TCR-bajnokság eredménysorozata
| 12 | 1 | 65 | 2 | 1 | 24 | Ki | 3 | 4 | 5 | 2 | 5 | 12 | 2 |